# سگوندو لونا
سگوندو لونا (اسپانیایی: Segundo Luna‎؛ زادهٔ ۲۰ آوریل ۱۹۰۲-درگذشته نامشخص) بازیکن فوتبال اهل آرژانتین بود.
از باشگاه‌هایی که در آن بازی کرده‌است می‌توان به باشگاه فوتبال نیولز اولد بویز و باشگاه فوتبال روساریو سنترال اشاره کرد.
وی همچنین در تیم ملی فوتبال آرژانتین بازی کرده‌است.